# حلزوناوات مخروطية
حلزوناوات مخروطية (الاسم العلمي: Conoidea)، هي فصيلة عليا من الحلزونات البحرية المفترسة، والرخويات بطنقدميات البحرية ضمن رتيبة بطنيات الأرجل العالية. هذه الفصيلة العليا تضم مجموعة كبيرة جدًا من الرخويات البحرية، تقدر بحوالي 340 نوعًا وجنسًا فرعيًا صالحًا حديثًا، وتقدرها إحدى المراجع بأنها تحتوي على 4000 نوع حي مسمى.